# Canale Camuzzoni

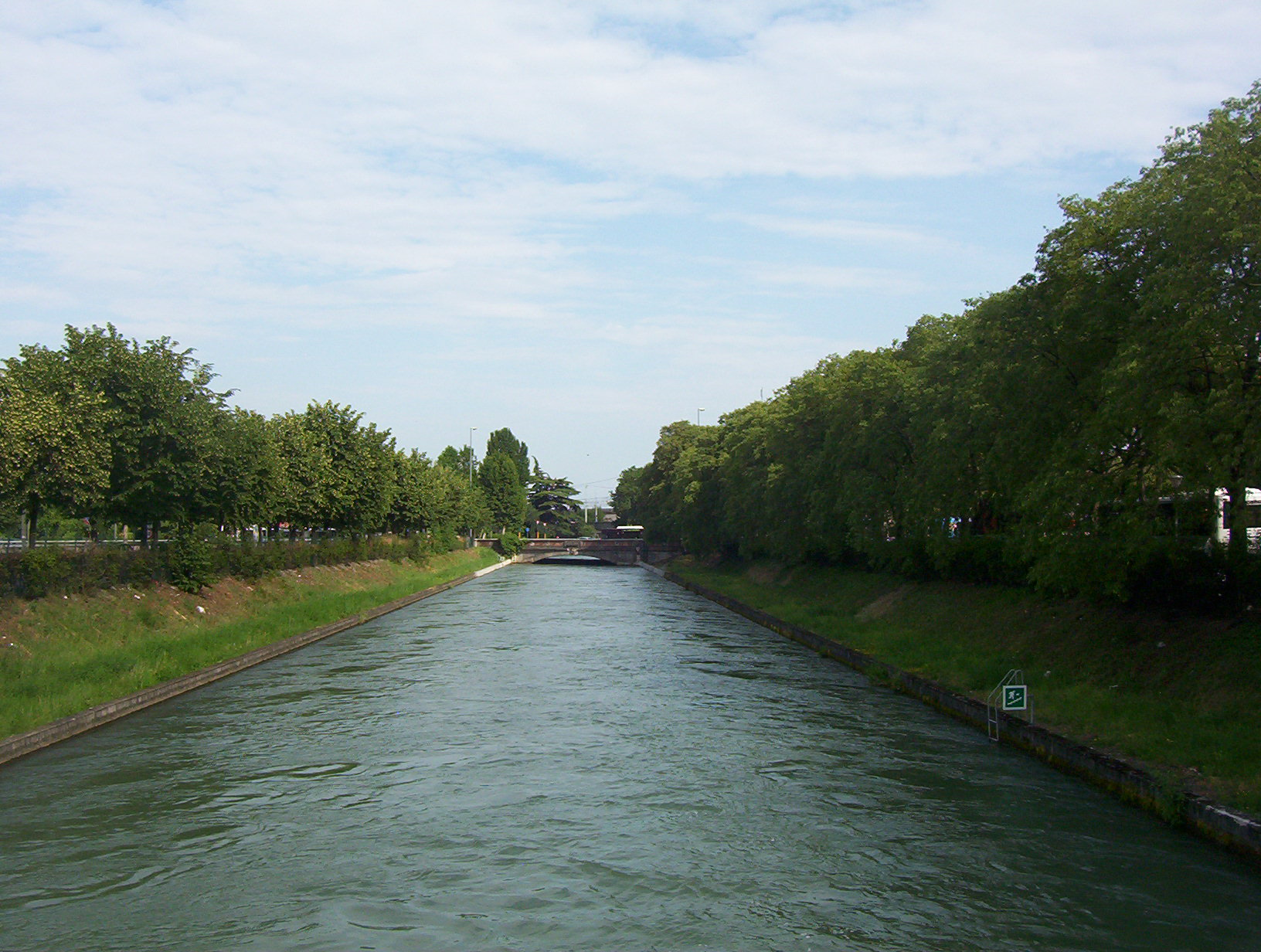
Tratto del canale Camuzzoni vicino alla stazione di Porta Nuova.

Il canale Camuzzoni è un canale artificiale, costruito alla fine del 1800 su progetto dell'ingegnere Enrico Carli, presso la città di Verona. Prende il nome da Giulio Camuzzoni, secondo sindaco della città e promotore della costruzione.
È uno dei 3 canali veronesi insieme al Canale Milani e al Canale Biffis.

## Primi progetti del XVIII secolo

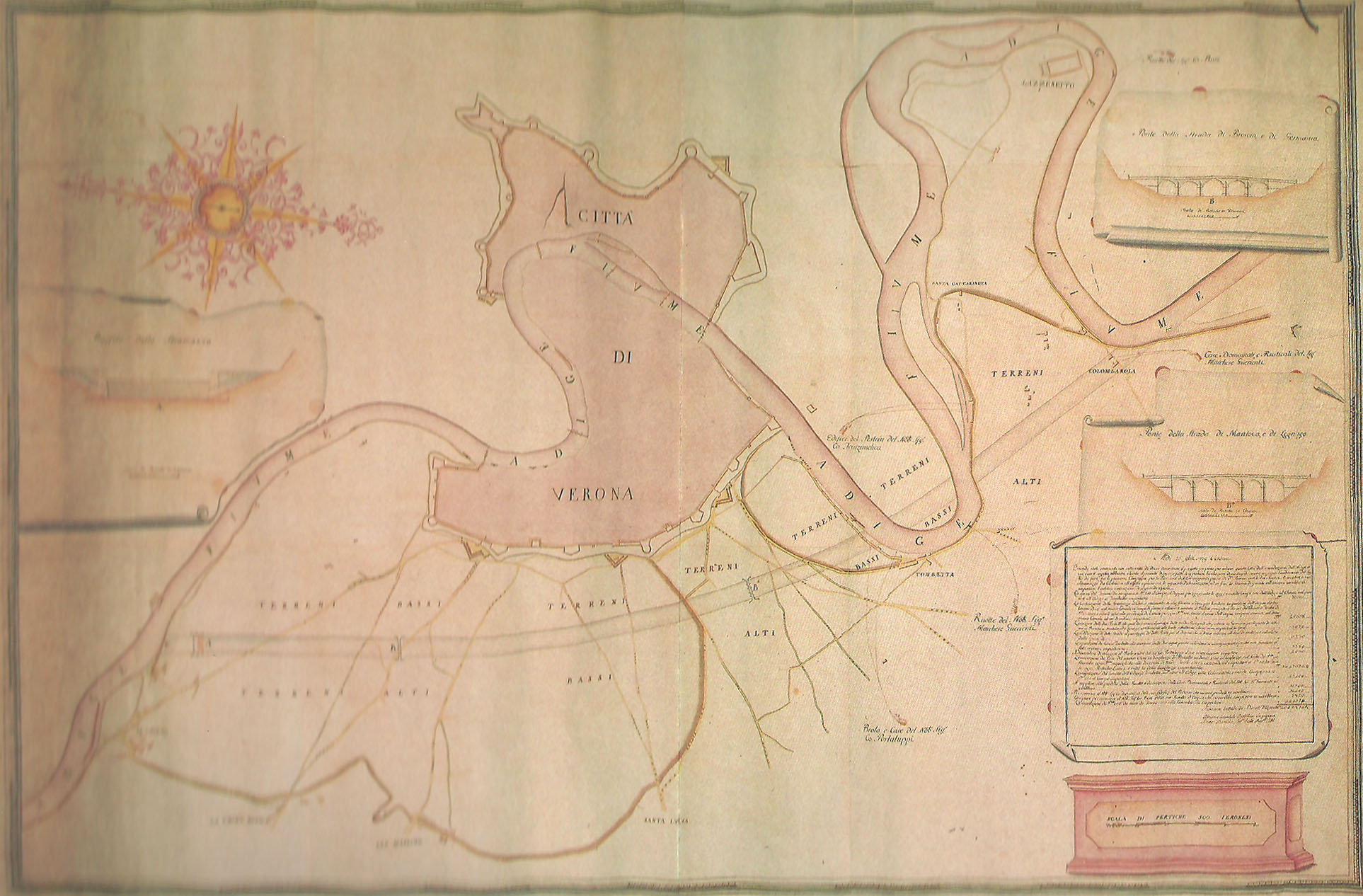
Mappa di Verona con tracciato il progetto del canale nel 1776.

Già a partire dal 1776 a Verona fu proposta la costruzione di un canale a sud dell'Adige. Ad occuparsene per primi sono l'architetto Adriano Cristofali e l'ingegnere Simone Bombieri. Il progetto, che non si discosta di molto da quello che verrà poi realizzato più di un secolo dopo, prevede un diversivo per il fiume Adige che staccandosi dal Chievo prosegue a sud della città, rientrando nel fiume nella località Colombarola. Lo scopo di questa opera era esclusivamente a difesa della città, minacciata dalle frequenti inondazioni dell'Adige. Precedentemente erano stati proposti altri sistemi per preservare la città dalle piene che consistevano in sfoghi e tagli del corso del fiume e che presentavano molte perplessità, il progetto di Cristofali era, invece, il primo a prevedere una soluzione quantomeno definitiva ed efficace.
L'architetto Cristofali, oltre al progetto, produsse anche un dettagliato preventivo di spese che faceva capire che le difficoltà maggiori, per la realizzazione dell'opera, fossero finanziarie più che tecniche. La cifra totale che Cristofali indica per il compimento dell'opera è pari a: due milioni cinquemilla ottocento settanta quatro ducati d'argento. Tale indicazione si può trovare su di una mappa del 23 novembre 1779. Dopo un attento esame delle autorità cittadine il progetto fu così accantonato per motivi esclusivamente finanziari e venne deciso di abbandonare tale progetto e di ripiegare sull'otturazione di alcune fenditure sull'argine del fiume in cui poteva esondare; soluzione assai più economica. Le cronache del tempo riportano che all'architetto Cristofali rimase comunque la soddisfazione di vedersi rifuse le spese per il progetto: trentaquattro zecchini.

## Scopi del canale
Se per il progetto del Cristofali del XVIII secolo lo scopo prioritario dell'opera fu la salvaguardia della città dalle piene dell'Adige, verso la fine del XIX secolo vengono a crearsi ulteriori motivazioni.
Fino al 1866, Verona era stata sottoposta alla rigida dominazione austriaca e alle sue servitù militari, che avevano provocato un rallentamento nella sua economia ed in particolare nello sviluppo industriale. Intorno al 1870 Verona non aveva ancora conosciuto la cosiddetta rivoluzione industriale che era invece sbocciata nelle altre città europee, la popolazione era per lo più impiegata nel settore agricolo e di piccola attività manifatturiera. Il sindaco di allora, Giulio Camuzzoni, si fece quindi carico di rafforzare la produttività veronese. L'ostacolo più grosso fu rappresentato dalla mancanza di una forza motrice in grado di far funzionare i macchinari industriali, essendo infatti la zona priva di giacimenti di carbone da utilizzare per le macchine a vapore. Da qui la proposta dell'ingegner Enrico Carli della costruzione di un canale industriale in grado di portare forza motrice verso la nascente zona industriale di Basso Acquar'. La motivazione industriale si aggiunse così a quella storica di salvare la città dalle inondazioni, tornata di attualità dopo la disastrosa inondazione del 1882.

## Costruzione e caratteristiche

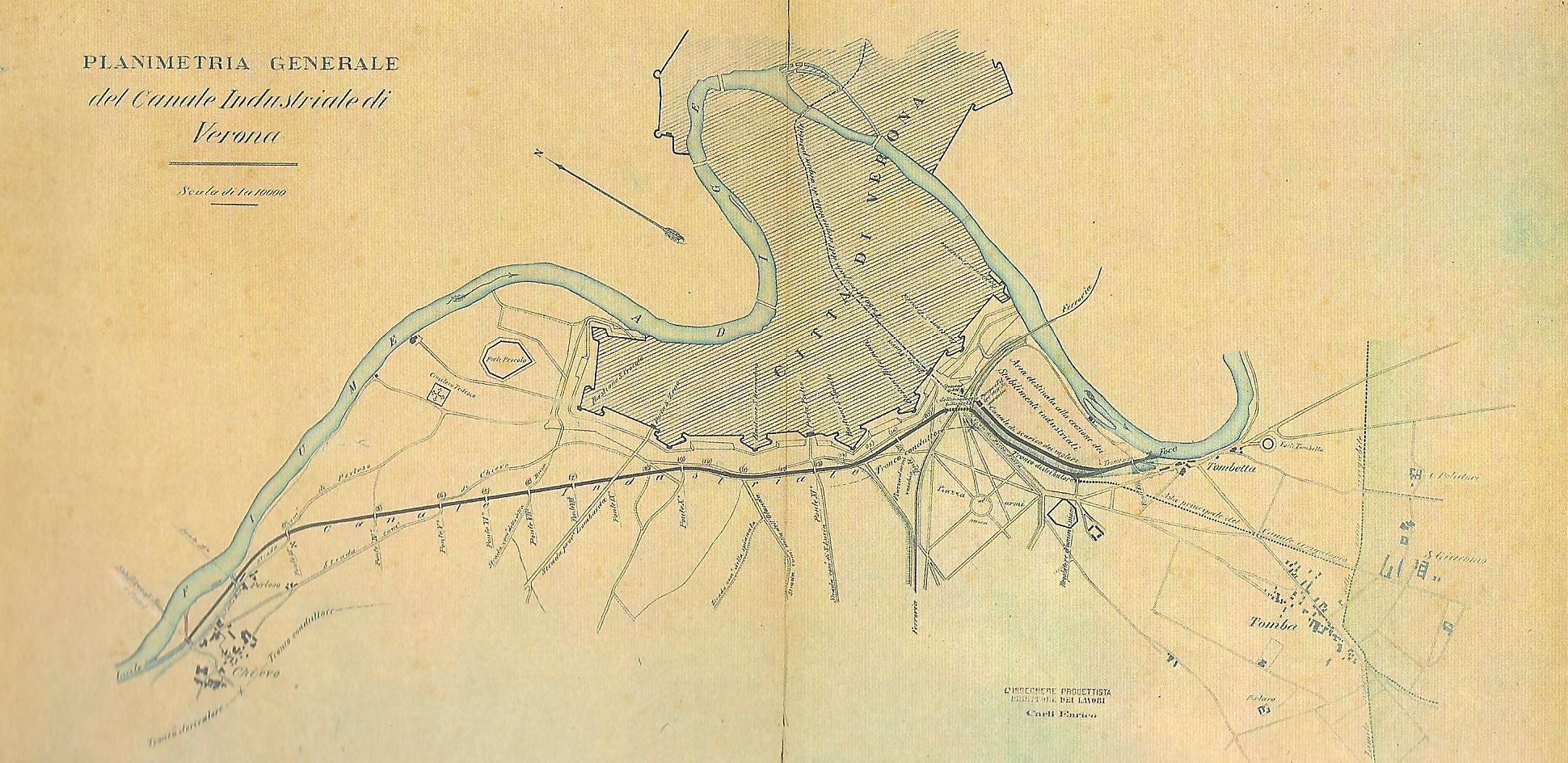
Planimetria del Progetto di Enrico Carli.

Nel 1870 prese l'avvio l'iniziativa della locale camera di commercio per la realizzazione di un canale industriale allo scopo di portare forza motrice al canapificio in costruzione nella zona di Porto San Pancrazio. Vennero redatti due progetti, con il contributo di 500 lire del comune (pari a metà del costo), da parte degli ingegneri Zanella e Gottardi. Nessuna delle proposte fu però accolta, in quanto la potenza resa fu giudicata modesta rispetto alla spesa preventivata per l'opera.
Fu allora il sindaco della città, Giulio Camuzzoni, a incaricare nel 1872 l'ingegnere Enrico Carli di progettare il canale. Dopo soli 4 mesi il progetto viene terminato. Questo prevede la costruzione di un canale artificiale capace di generare 1250 cv di forza motrice a un costo di 500.000 lire di allora. Dopo un lungo dibattito interno al consiglio comunale, dove il progetto viene modificato portando a 1580 CV la forza motrice, viene approvato nel 1874. Grazie all'elevata potenza che offriva il canale, il costo unitario per cavallo di forza motrice prodotta era relativamente basso e questo, nelle intenzioni dei promotori, avrebbe attirato imprenditori e capitali.
(Enrico Carli relazione al progetto del canale)
Ulteriori vantaggi del progetto del Carli erano la costante portata e caduta dell'acqua e la possibilità di navigazione del canale.
Oltre al progetto di Carli furono presentate anche le proposte dell'ing. Carlo Donatoni (con presa tra Chievo e forte San Procolo che sarebbe poi transitato nei fossati intorno alle mura cittadine con una potenza di 877 cv.) e degli ingegneri Filippo Messedaglia e Ferdinando Benini (per una potenza di 881 cv.).
Fattore decisivo perché la scelta ricadesse sul progetto di Carli fu l'appoggio delle autorità militari. Contro il progetto si schierò un nutrito gruppo di oppositori che vedevano in esso una minaccia all'agricoltura e auspicavano tutt'al più ad uno sviluppo delle piccole industrie.
Per placare le opposizioni, il progetto venne rivisto dallo stesso Carli che ne cambiò parzialmente il tracciato e aggiunse due canali per l'irrigazione, uno con presa d'acqua a nord della città, uno con presa a sud e chiamato canale Giuliari dal nome del conte che prese l'iniziativa del progetto.
Il 26 settembre 1881 il comune di Verona concluse l'accordo con le due società appaltatrici dei lavori: la Società Veneta della Costruzioni e la Compagnia generale delle acque per l'estero (società con sede a Parigi e già appaltatrice dei lavori di costruzione dell'acquedotto di Venezia).
A causa dell'alluvione del 1882, i lavori subirono dei ritardi. Nel 1885 il canale viene terminato con un ulteriore aumento dei CV prodotti a 3200 per un costo di 3.000.000 di lire e nel 1887 viene reso operativo dopo 15 anni dall'inizio dei lavori. Nel frattempo però, l'industria manifatturiera inizia a fallire e il canale rimane completamente inutilizzato fino al 1889, anno in cui Pasquale Crespi, fratello dell'imprenditore Benigno Crespi, compra una piccola parte dei CV prodotti per costruire un opificio che chiuderà entro la fine del secolo.
Il canale torna ad essere inutilizzato fino al 1920, quando le prime vere industrie si stabiliscono nella periferia sud di Verona. Queste sono le Cartiere Fedrigoni, il Cotonificio veneziano e i Mulini Consolaro. Per soddisfare le nuove e maggiori richieste di energia viene aumentata la portata, ottenuta attraverso il ponte Diga Chievo ideato dall'ing. Gaetano Rubinelli nel 1920 e portato a termine nel 1923.

## Galleria d'immagini
Il fotografo veronese Moritz Lotze ha documentato le fasi della costruzione dell'opera:

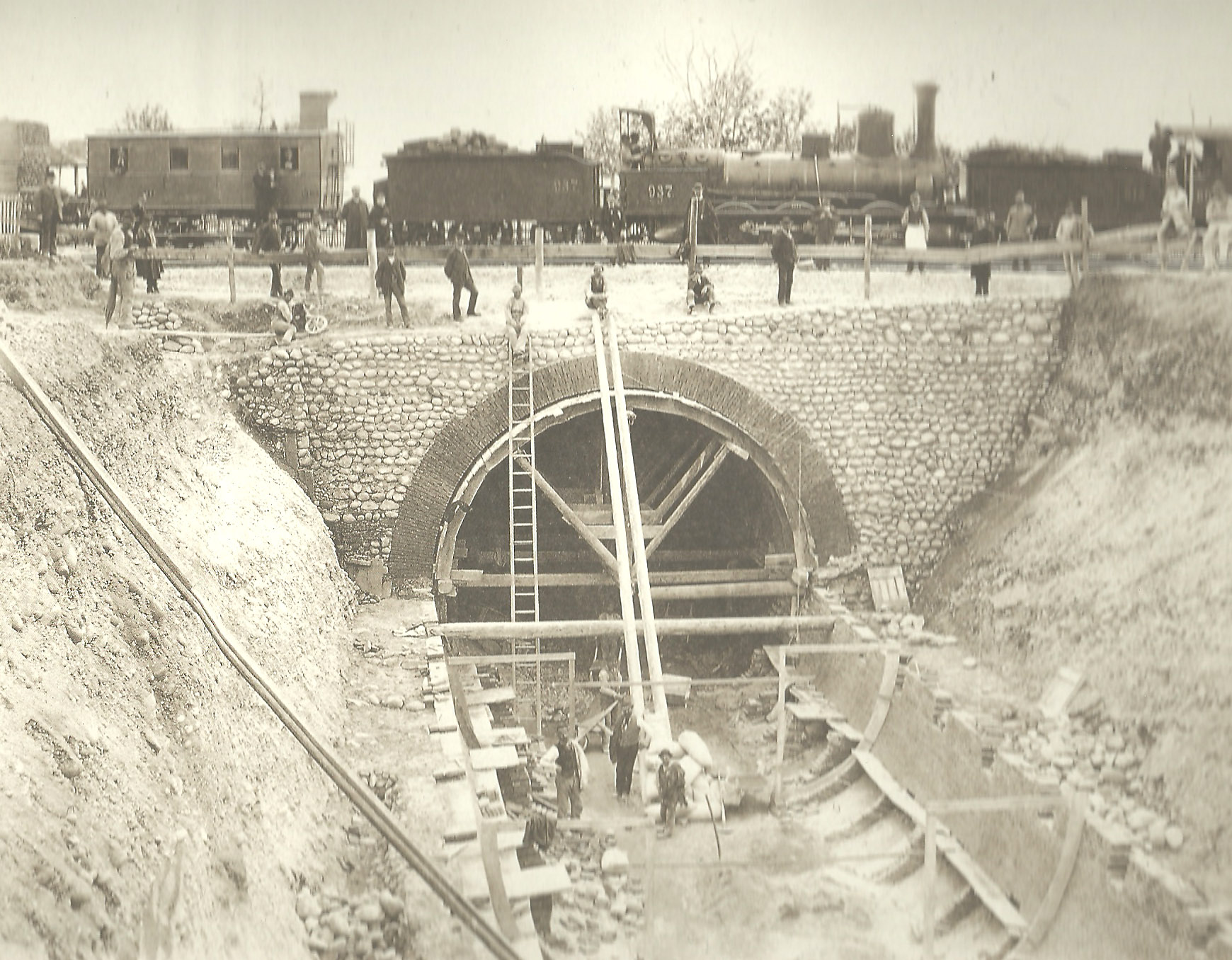
Deviazione provvisoria della ferrovia Milano-Venezia e costruzione del sottopassaggio sulla stessa
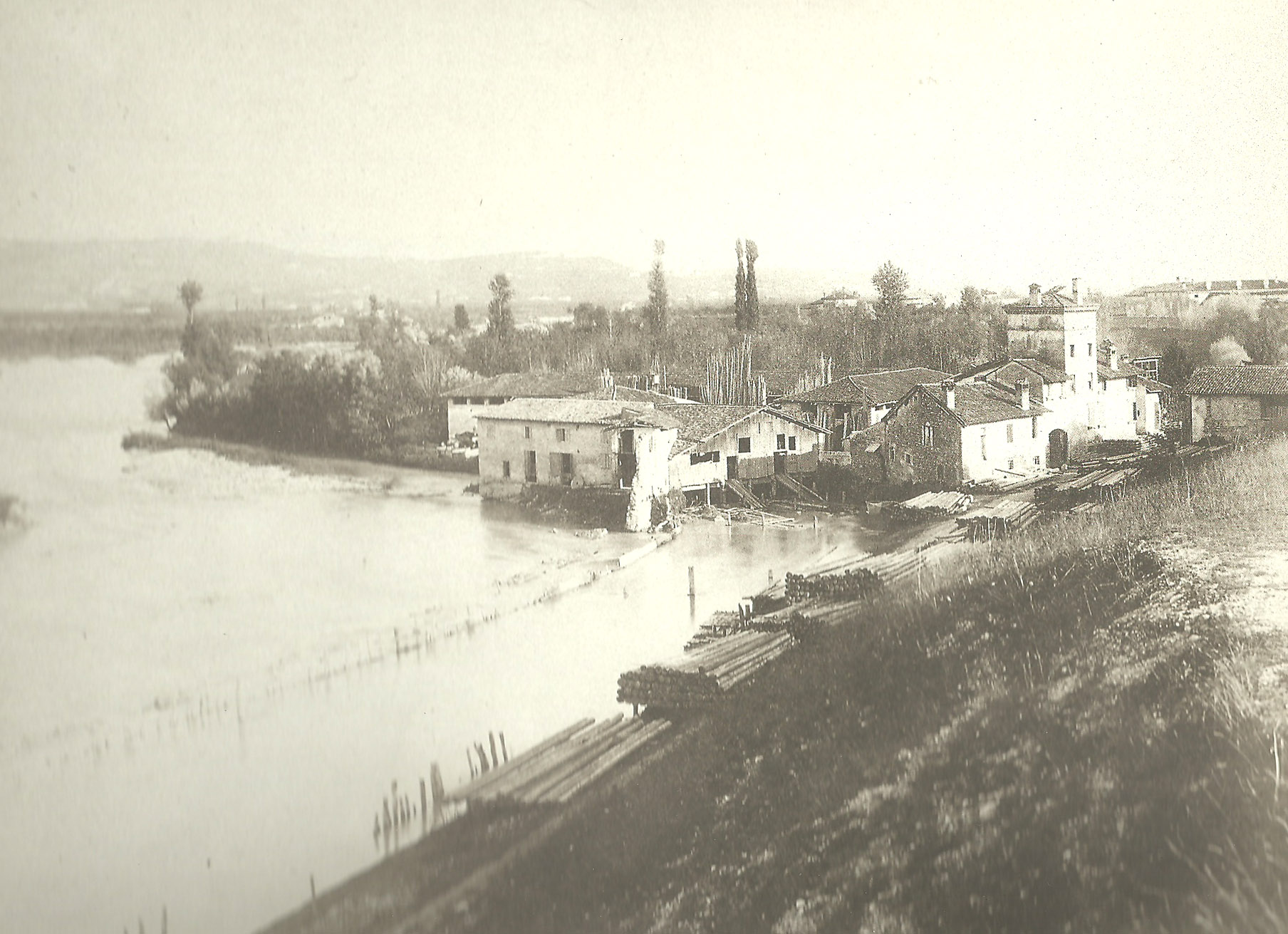
Località dell'incile poco prima dell'inizio dei lavori
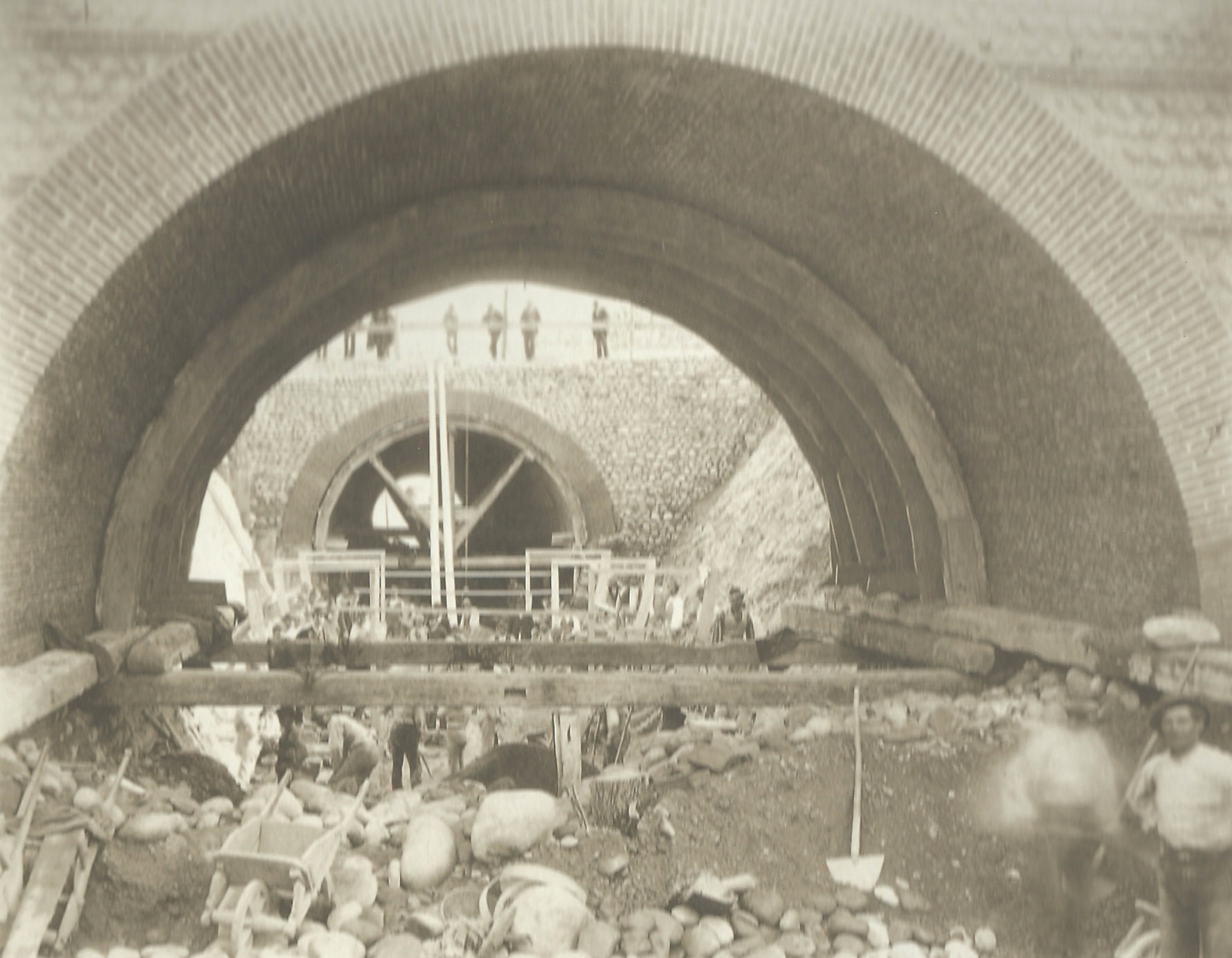
Particolare della costruzione del sottopassaggio della ferrovia in corso Porta Nuova
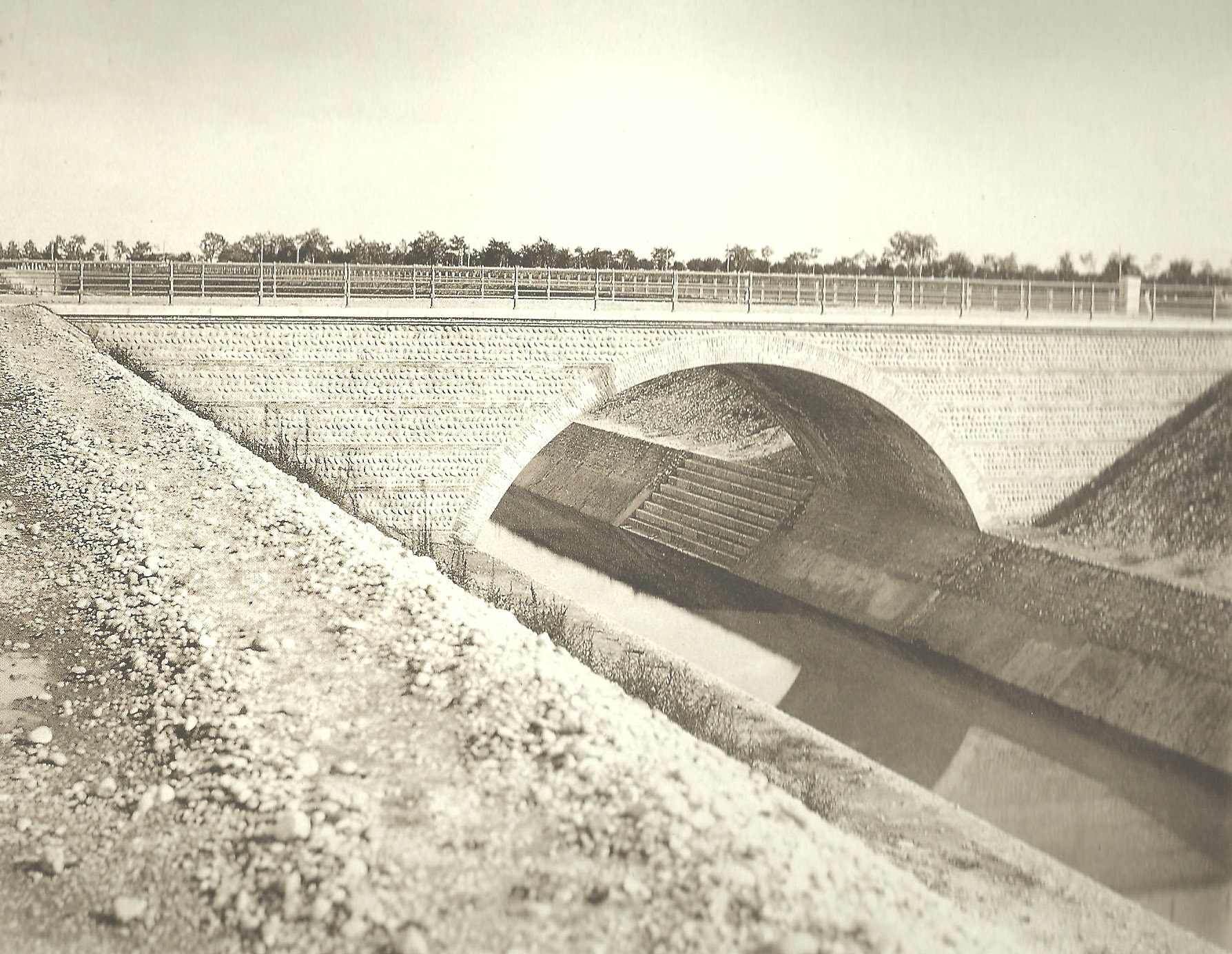
Ponte di Piazza d'Armi
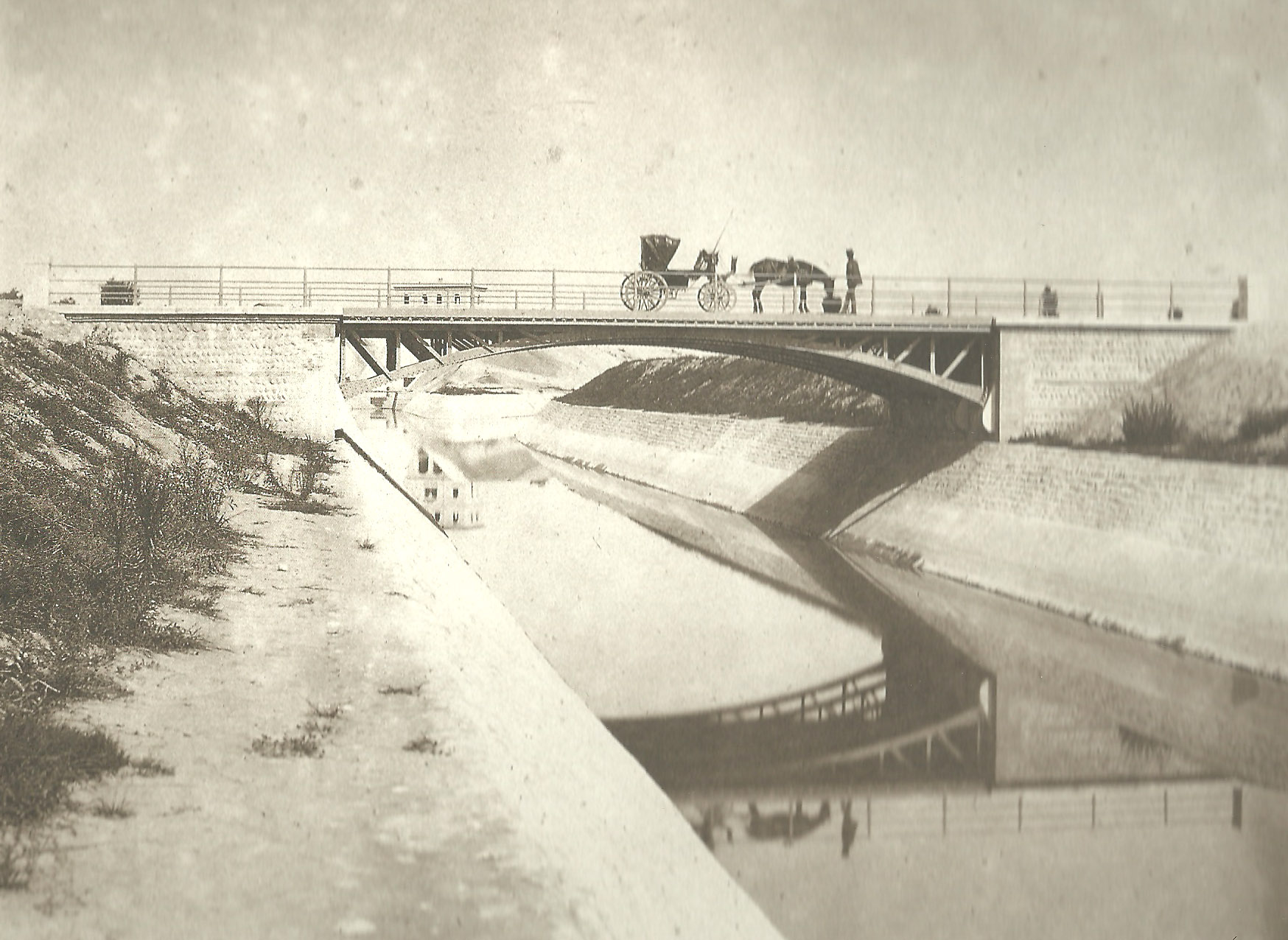
Ponte per la Strada Lombarda. Obliquo a 42° 18' ad archi metallici di 16,60 m di corda
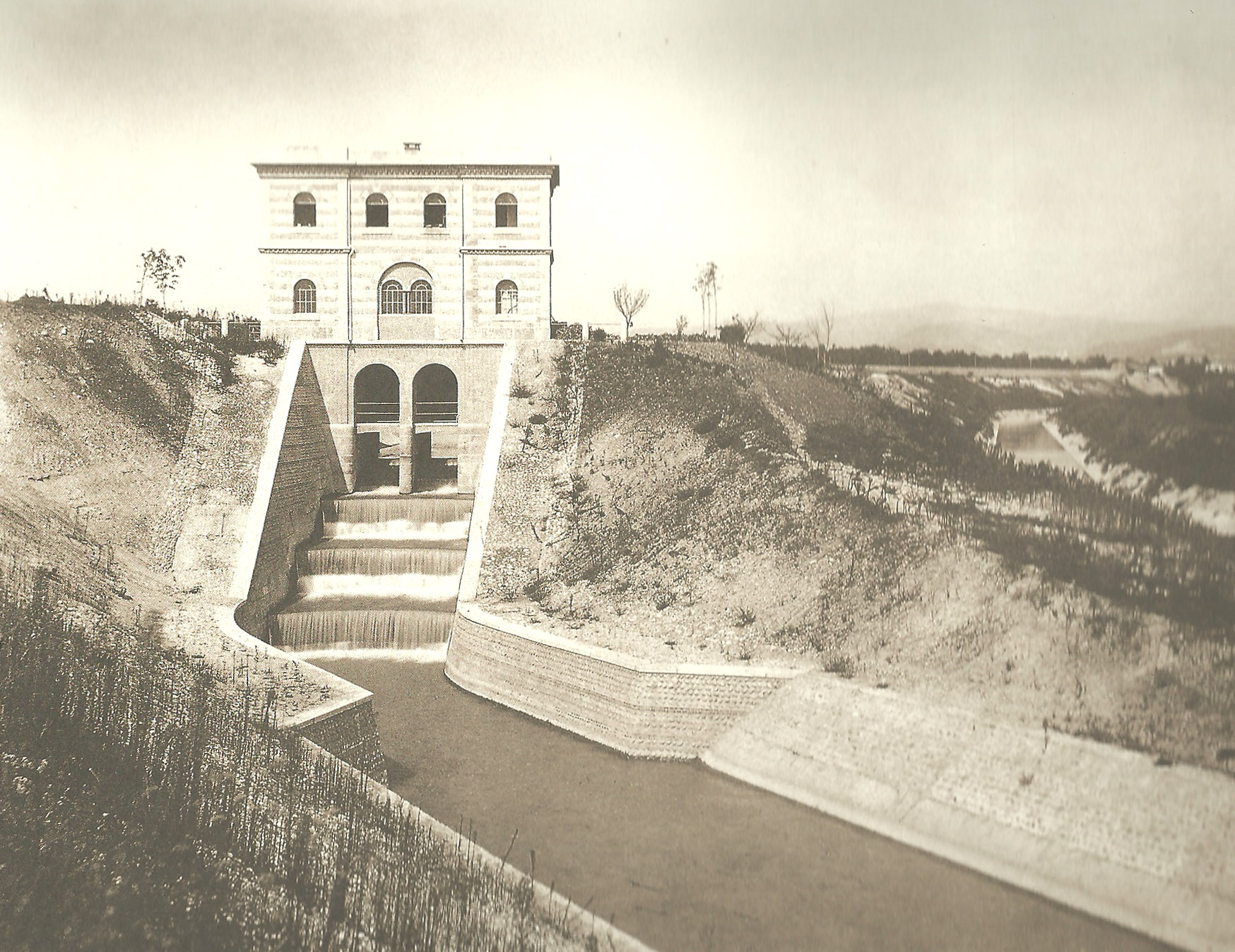
Prospetto a valle del regolatore automatico del pelo d'ammissione e scaricatore
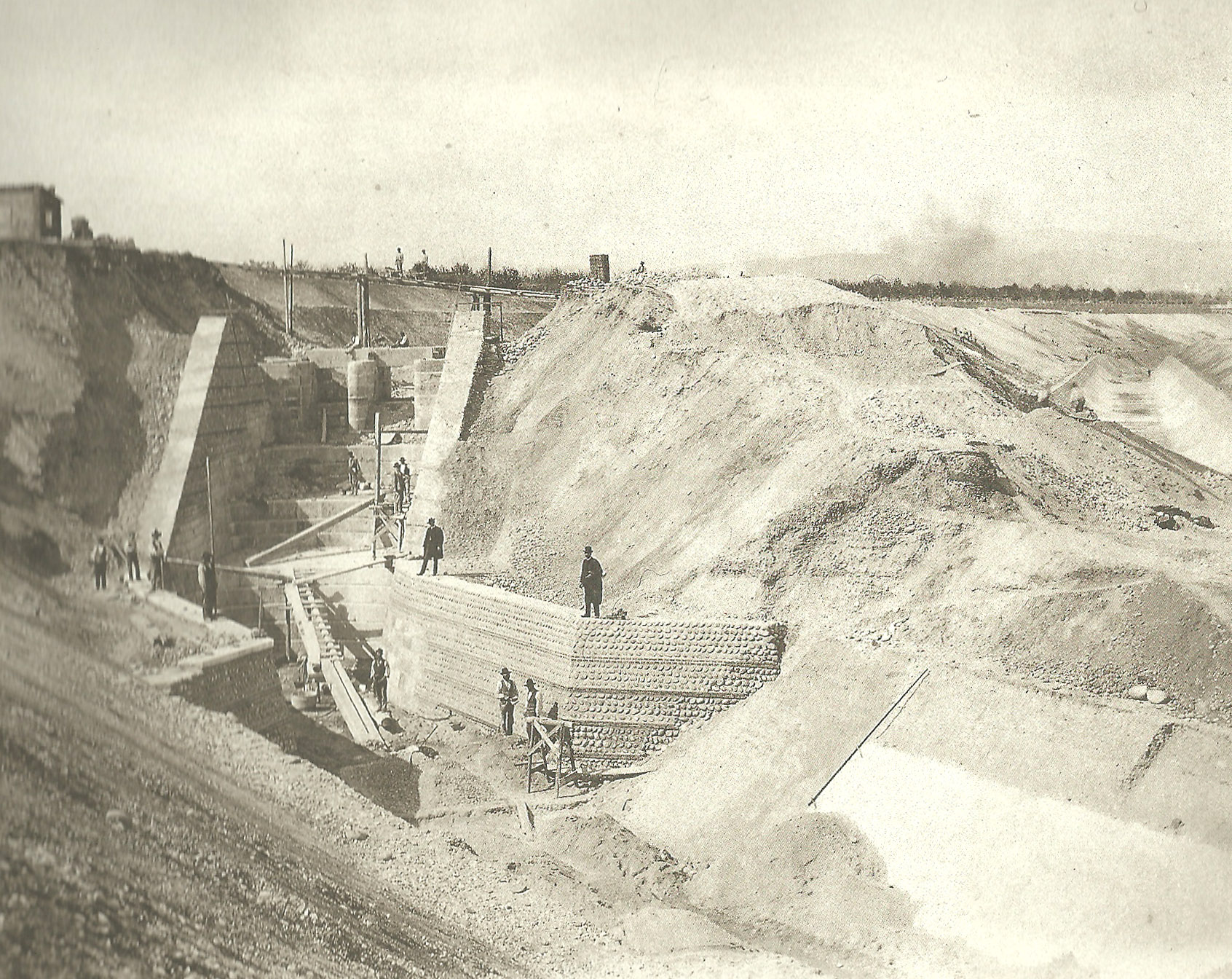
Regolatore automatico del pelo di ammissione in costruzione
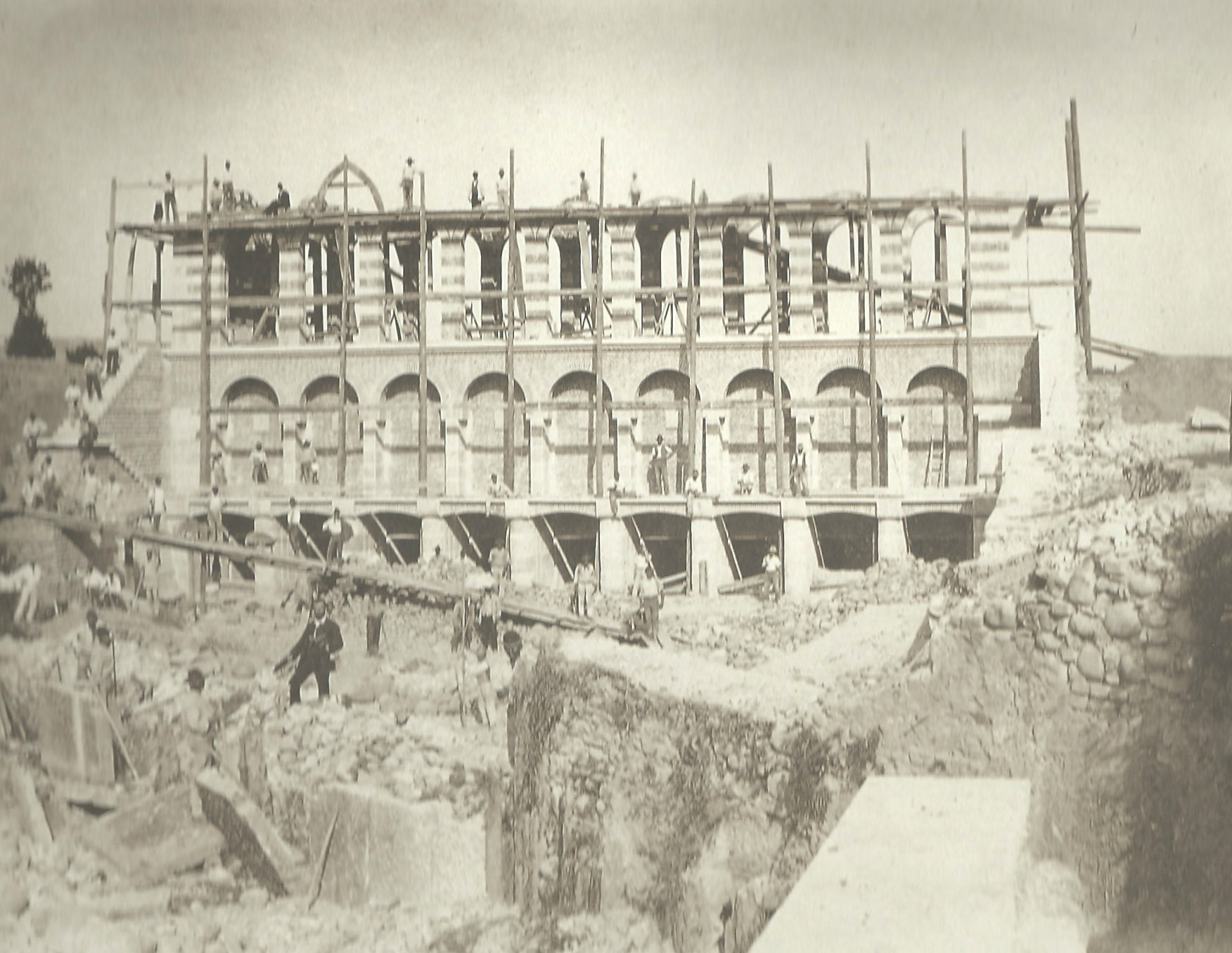
Stato dei lavori all'incile il 5 agosto 1884.
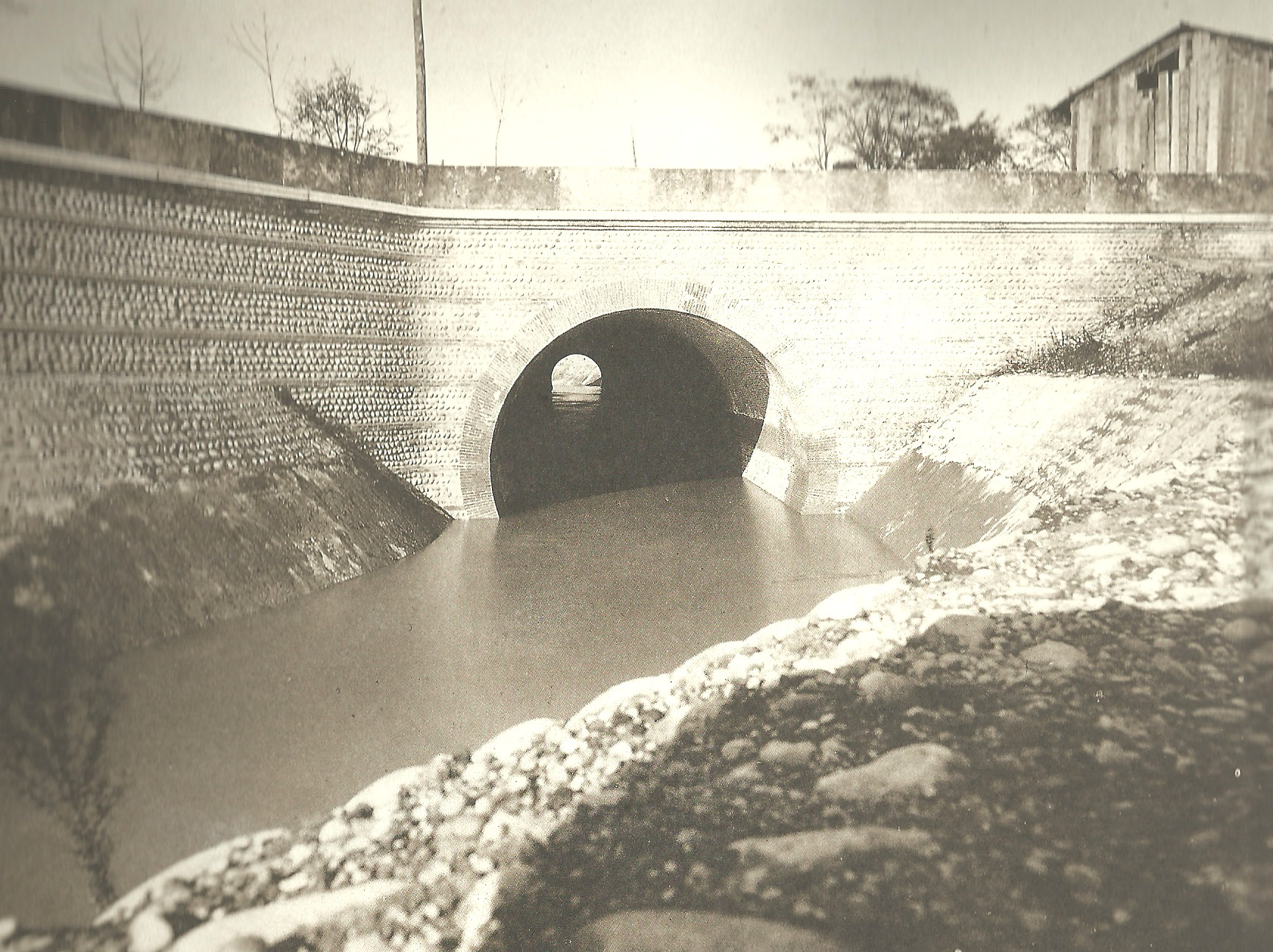
Sottopassaggio della ferrovia in via Porta Nuova.
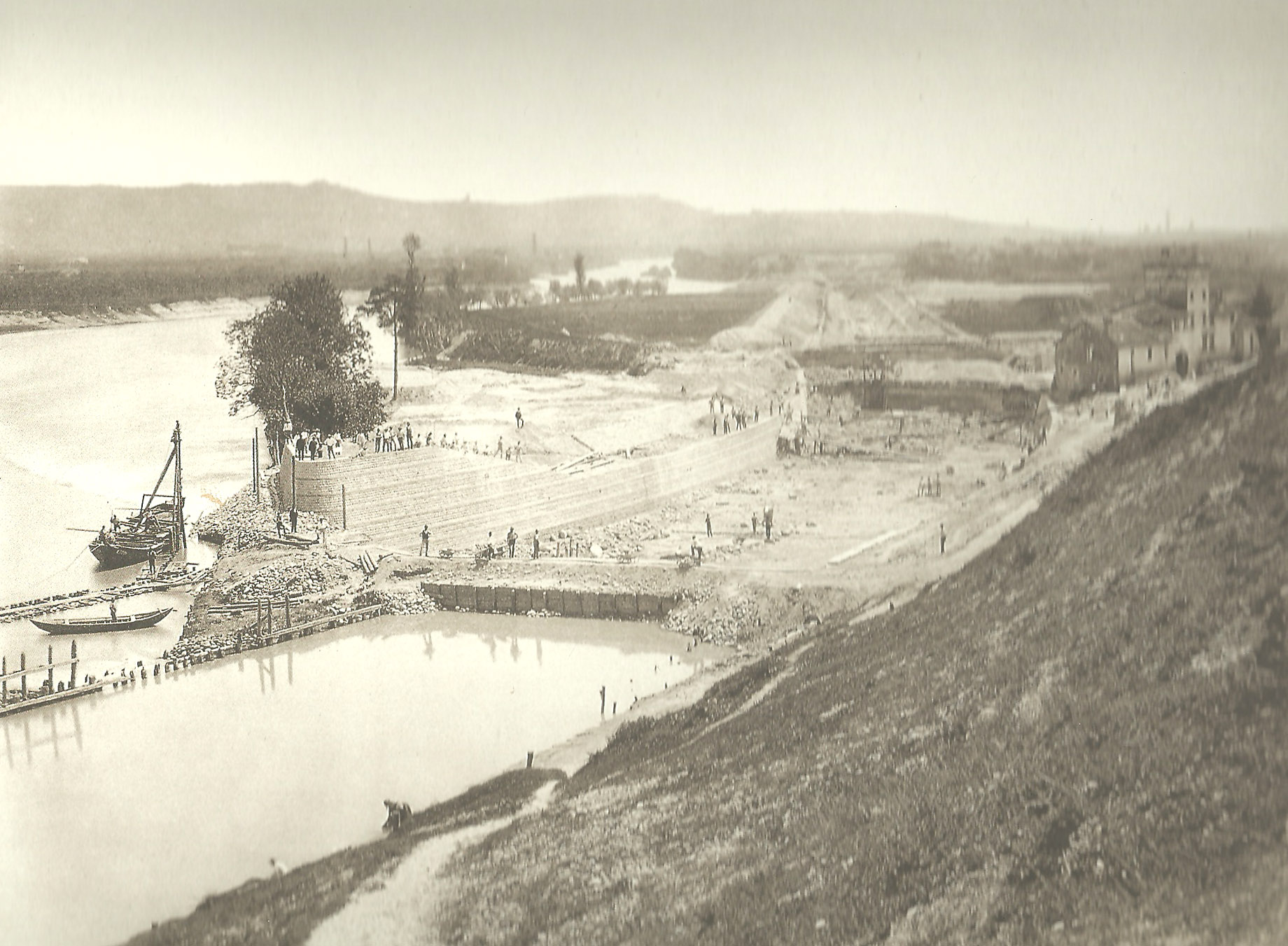
Stato dei lavori all'incile il 5 maggio 1884.
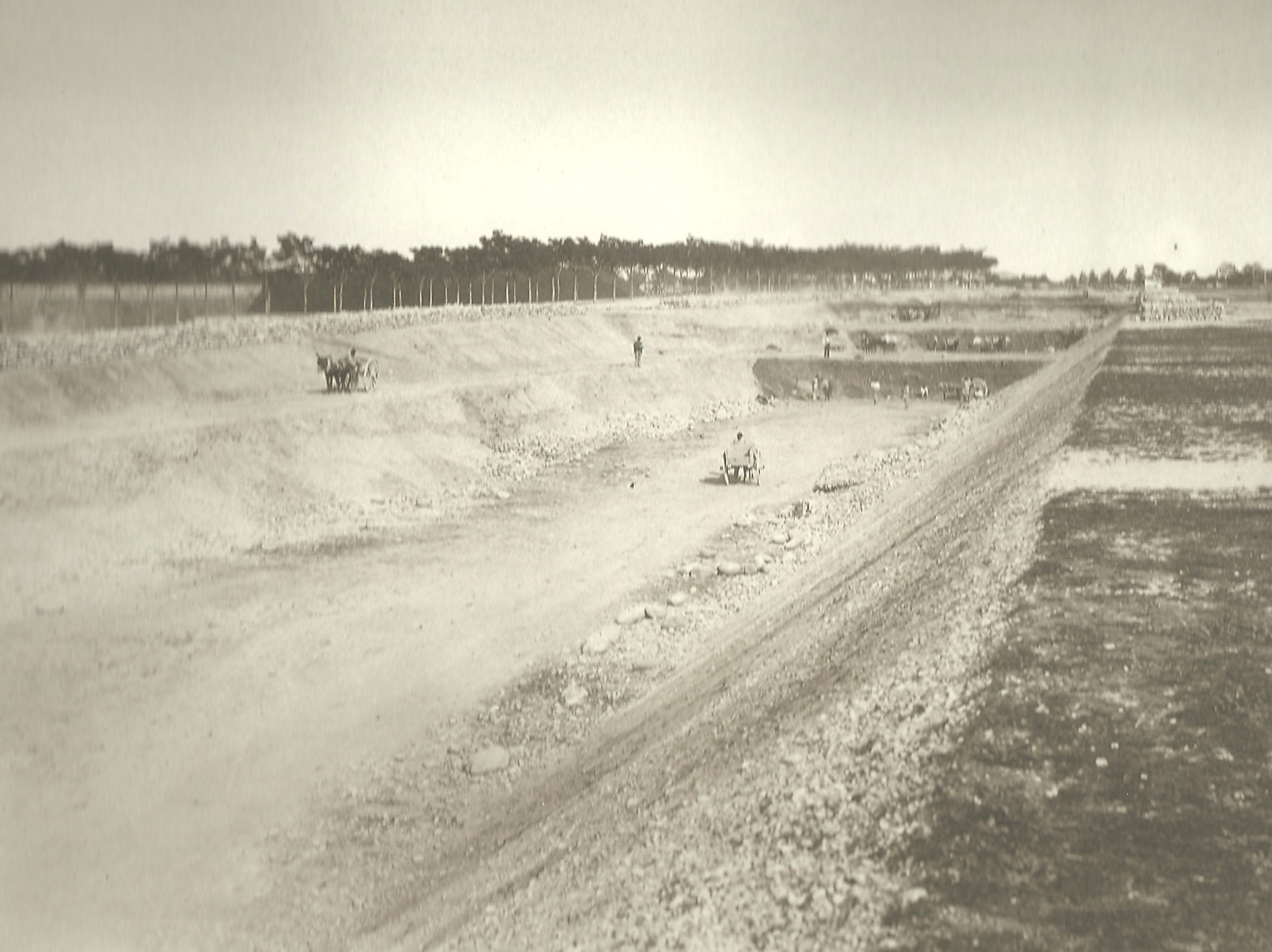
Stato dei lavori della grande trincea di piazza d'armi il 10 maggio 1884
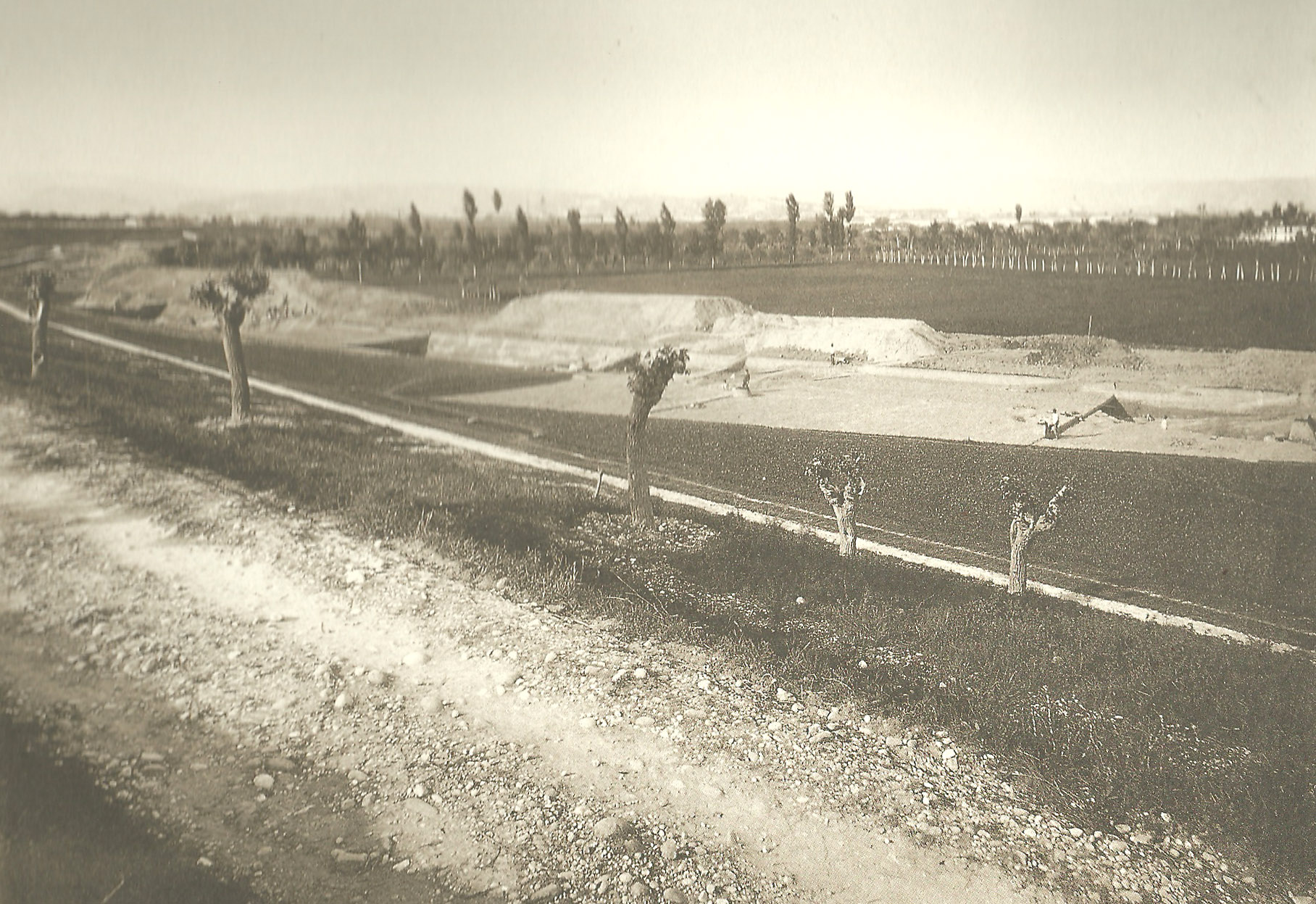
Vista generale di Basso Acquar e stato dei lavori di scarico il 10 maggio 1884